# Red de Turismo Accesible Ecuador
La Red de Turismo Accesible Ecuador (abreviada REDTA-EC) es un emprendimiento privado que aglutina a profesionales de diversas disciplinas, que fue iniciado el 16 de febrero de 2016 y tiene como principal objetivo el lograr la implementación de inclusión y un Diseño Universal en las actividades turísticas, que permitan a personas con necesidades de accesibilidad disfrutar de los viajes en igualdad de oportunidades; así estas acciones sean ejercidas desde el derecho de un verdadero turismo para todos y sin descuidar el entorno.
La Red de Turismo Accesible Ecuador es miembro de la Red Iberoamericana de Turismo Accesible dese el 24 de agosto de 2018, y ha sido galardonada con una medalla al mérito en Turismo Accesible por la Alcaldía del cantón Baños de Agua Santa - Ecuador, en diciembre del año 2016 y con el reconocimiento a Buenas Prácticas (enlace roto disponible en Internet Archive; véase el historial, la primera versión y la última). en Turismo Inclusivo por parte de la fundación Design for All de Barcelona España, en abril de 2017. Determinándose esta Red como un espacio comprometido con el desarrollo y el crecimiento del turismo accesible e inclusivo (o para todos), para la democratización, sensibilización, difusión y operación del Turismo accesible. Tomándolo como resultado del ejercicio de un derecho y apropiación de los entornos socioculturales, urbanos y naturales para crear espacios para todos y con responsabilidad en disfrute y conservación.